# Forstwald (Gemeinde Bruck)
Forstwald ist eine Streusiedlung und eine Katastralgemeinde der Stadtgemeinde Bruck an der Mur im Bezirk Bruck-Mürzzuschlag in Steiermark.
Die Katastralgemeinde befindet sich südwestlich von Bruck. Die Streusiedlung Forstwald ist ein Ortschaftsbestandteil von Utschtal.

## Siedlungsentwicklung
Zum Jahreswechsel 1979/1980 befanden sich in der Katastralgemeinde Forstwald insgesamt 83 Bauflächen mit 66.337 m² und 31 Gärten auf 47.244 m², 1989/1990 gab es 85 Bauflächen. 1999/2000 war die Zahl der Bauflächen auf 243 angewachsen und 2009/2010 bestanden 109 Gebäude auf 250 Bauflächen.

## Bodennutzung
Die Katastralgemeinde ist forstwirtschaftlich geprägt. 93 Hektar wurden zum Jahreswechsel 1979/1980 landwirtschaftlich genutzt und 314 Hektar waren forstwirtschaftlich geführte Waldflächen. 1999/2000 wurde auf 82 Hektar Landwirtschaft betrieben und 328 Hektar waren als forstwirtschaftlich genutzte Flächen ausgewiesen. Ende 2018 waren 76 Hektar als landwirtschaftliche Flächen genutzt und Forstwirtschaft wurde auf 324 Hektar betrieben. Die durchschnittliche Bodenklimazahl von Forstwald beträgt 18,6 (Stand 2010).